# Карлин, Илья Михайлович
Илья́ Миха́йлович Ка́рлин (род. 24 сентября 1990, Ярославль) — российский хоккеист, правый нападающий, воспитанник клуба Химик (Воскресенск). Является игроком ХК «Зауралье» (Курган), выступающем в ВХЛ.

## Биография
Илья Михайлович Карлин родился 24 сентября 1990 года в городе Ярославле Ярославской области.
Хоккеем начал заниматься в Ярославле в ДЮСШ Торпедо (затем Локомотив), с 5 лет. Там пробыл до 12 лет, после был отчислен. Дальше встал вопрос о продолжении карьеры. Илья поехал на просмотр в «Химик», там его без проблем приняли, сначала в СДЮШОР, а через пару лет и в команду молодёжной хоккейной лиги МХК «Феникс». В составе которого, в сезоне МХЛ 2010/2011 Илья дошёл до полуфинала лиги в составе ХК «Хмик».
После двух хороших сезонов получил приглашение от «Донбасса» в КХЛ, но не смог закрепиться в основной команде, выступал за «Донбасс-2» в ПХЛ чемпионате Украины, где стал победителем чемпионата и завоевал Кубок.
В 2014—2015 годах играл за ХК «Зауралье».
Сезон 2016—2017 начал в хоккейной команде «Кристалл» Саратов, где стал одним из лидеров и лучшим бомбардиром, забив в 19 играх 13 шайб и сделав 7 результативных передач. В связи с проблемами с финансированием клуба со стороны правительства саратовской области Илья был вынужден покинуть клуб после матча 9 ноября 2016 г. «Кристалл» (Саратов) — «Ермак» (Ангарск) — 3:4 (1:2; 1:2; 1:0) в котором он забил гол и сделал результативную передачу.
Сезон 2018/2019 провел в тюменском «Рубине» в составе которого выиграл золотые медали Всероссийского соревнования по хоккею, в котором его команда дошла до финала и уступила Кубок Петрова только карагандинской «Сарыарке».
Сезон 2019/2020 провел на родине, выступая за воскресенский «Химик».
7 мая 2020 года вернулся в курганское «Зауралье» подписав годичный контракт с командой.

## Достижения
- Победитель чемпионата Украины по хоккею с шайбой в составе клуба «Донбасс-2», 2013 год.
- Победитель Всероссийского соревнования по хоккею (ВХЛ) в составе клуба «Рубин», 2019 год

## Семья
Илья Карлин женат, воспитывает дочь.